# Avalakuppa, Srinivaspur
Avalakuppa là một làng thuộc tehsil Srinivaspur, huyện Kolar, bang Karnataka, Ấn Độ.